# Abhyasi
Abhyasi é um termo sânscrito que significa "aquele que pratica". Na ioga, refere-se a um aspirante ou praticante iniciante.